# Dancing's Done
Dancing's Done è un singolo della cantante statunitense Ava Max, pubblicato il 20 dicembre 2022 come quarto estratto dal secondo album in studio Diamonds & Dancefloors.

## Descrizione
Nel testo del brano la cantante parla dell'inseguire il proprio interesse romantico. In contemporanea all'uscita del singolo è stata svelata la nuova copertina dell'album di provenienza, che vede la cantante sdraiata su un letto di diamanti e con indosso un bikini anch'esso ornato di diamanti; lo stesso vestiario e la stessa scenografia sono stati utilizzati anche per il visualizer del brano pubblicato su YouTube.

## Tracce
Testi e musiche di Amanda Ava Koci, Henry Walter, Mathew James Burns, Pablo Bowman, Peter Rycroft e Sean Douglas.
1. Dancing's Done – 2:46

## Date di pubblicazione
| Paese  | Data             | Formato                | Nota  |
| ------ | ---------------- | ---------------------- | ----- |
| Mondo  | 20 dicembre 2022 | Streaming              | [ 5 ] |
| Italia | 6 gennaio 2023   | Contemporary hit radio | [ 6 ] |

## Classifiche
| Classifica (2023) | Posizione massima |
| ----------------- | ----------------- |
| Ungheria          | 35                |